# ITA National Summer Championships
Die ITA National Summer Championships sind ein kombiniertes Turnier im College Tennis, welches jährlich im August für Herren und Damen ausgetragen wird.

## Geschichte
Die erste Austragung fand im Jahr 1994 statt. In den Jahren 2000 bis 2016 wurde stets auf den Plätzen der Indiana University in Bloomington, Indiana gespielt. Zur Saison 2017/18 wechselte das Turnier nach Fort Worth, Texas, wo auf den Plätzen der Texas Christian University gespielt wurde.

## Siegerliste

### Herren

#### Einzel
| Austragungsort | Jahr               | Sieger             | Finalgegner               | Ergebnis         |
| -------------- | ------------------ | ------------------ | ------------------------- | ---------------- |
|                | 1998               | Adam Seri          | Mark Loughrin             | 6:2, 6:1         |
| 1999           | Huntley Montgomery | Andres Pedroso     | 7:66, 6:3                 |                  |
| Bloomington    | 2000               | Brian Vahaly       | K. J. Hippensteel         | 7:5, 6:3         |
| Bloomington    | 2001               | Wade Orr (1)       | Amer Delić                | 6:4, 7:63        |
| Bloomington    | 2002               | Wade Orr (2)       | Chris Martin              | 6:3, 7:5         |
| Bloomington    | 2003               | Chris Martin       | Ryan Recht                | 6:1, 6:1         |
| Bloomington    | 2004               | Avery Ticer        | Chris Klingemann          | 1:6, 6:1, [10:2] |
| Bloomington    | 2005               | Eric Langenkamp    | Eric Hechtman             | 6:3, 6:1         |
| Bloomington    | 2006               | Jordan Delass      | Danny Bryan               | 1:6, 7:5, [10:8] |
| Bloomington    | 2007               | Christopher Racz   | Michael Sroczynski        | 7:6, 6:1         |
| Bloomington    | 2008               | Sanam Singh        | Jason Jung                | 6:2, 6:1         |
| Bloomington    | 2009               | Alex Clayton       | Matt Brewer               | 6:1, 6:0         |
| Bloomington    | 2010               | Thomas Richter     | Eliot Potvin              | 6:3, 6:1         |
| Bloomington    | 2011               | Stephen Hoh        | Daniel Whitehead          | 5:7, 6:1, [10:8] |
| Bloomington    | 2012               | Farris Fathi Gosea | Samuel Monette            | 7:6, 6:0         |
| Bloomington    | 2013               | Drew Lied          | Christopher Díaz Figueroa | 7:5, 6:3         |
| Bloomington    | 2014               | Samuel Monette     | Zack McCourt              | 6:2, 5:7, [10:8] |
| Bloomington    | 2015               | Korey Lovett       | Jeffrey Schorsch          | 7:5, 1:6, [10:7] |
| Bloomington    | 2016               | Antonio Cembellín  | Raheel Manji              | 7:5, 4:6, [10:4] |
| Fort Worth     | 2017               | Alexander Lebedev  | Alexandru Grigorescu      | 6:3, 6:2         |

#### Doppel
| Austragungsort | Jahr                      | Sieger                           | Finalgegner                       | Ergebnis |
| -------------- | ------------------------- | -------------------------------- | --------------------------------- | -------- |
|                | 1998                      | Geoff Abrams Ed Carter           | Lee Harang Trevor Spracklin       | 6:4, 7:5 |
| 1999           | Scott Eddins Nathan Zeder | Andres Pedroso Patrick Brown     | 6:1, 6:4                          |          |
| Bloomington    | 2000                      | Ed Carter Brian Vahaly           | Steve Berke John Paul Fruttero    | 6:3, 7:5 |
| Bloomington    | 2001                      | Michael Calkins Amer Delić       | Michal Domanski Justin Hunter     | 8:2      |
| Bloomington    | 2002                      | Wade Orr Lee Taylor Walker       | Nick Goldberg David Kowalski      | 8:6      |
| Bloomington    | 2003                      | Evan Zeder Chris Martin          | Rylan Rizza Nick Meythaler        | 8:6      |
| Bloomington    | 2004                      | Scott Green Ross Wilson          | Joey Atas Chris Klingemann        | 8:2      |
| Bloomington    | 2005                      | Drew Eberly Chris Klingemann     | Jarrod Epkey Patrick Thompson     | 8:3      |
| Bloomington    | 2006                      | Paul Rose Kurt Zaske             | Andy Connelly Will Gray           | 8:6      |
| Bloomington    | 2007                      | Sasha Ermakov Ashwin Kumar       | Houston Barrick Dominic Inglot    | 8:4      |
| Bloomington    | 2008                      | Houston Barrick Sanam Singh      | David Rosenfeld Daniel Vallverdú  | 8:6      |
| Bloomington    | 2009                      | Matthew Allare Shuhei Uzawa      | Stephen Havens Daniel Stahl       | 8:2      |
| Bloomington    | 2010                      | Santiago Gruter Jeremy Langer    | Isade Juneau Thomas Richter       | 8:6      |
| Bloomington    | 2011                      | Peter Kobelt Connor Smith        | Richard Doverspike Carlos Taborga | 8:2      |
| Bloomington    | 2012                      | John Collins Hunter Reese        | Patrick Elliott Cliff Morrison    | 8:5      |
| Bloomington    | 2013                      | Christopher Cox Kyle Koch        | Alex Lawson Nicolas Montoya       | 8:1      |
| Bloomington    | 2014                      | Alex Lawson Billy Pecor          | Charlie Emhardt Jeffrey Schorsch  | 8:6      |
| Bloomington    | 2015                      | Charlie Emhardt Jeffrey Schorsch | Michael Kay Trey Yates            | 8:3      |
| Bloomington    | 2016                      | Raheel Manji Antonio Cembellín   | Vincent Lin Catalin Mateas        | 8:0      |
| Fort Worth     | 2017                      | Rodrigo Banzer Leonardo Telles   | Myles Schalet Gabe Tishman        | 8:3      |

### Damen

#### Einzel
| Austragungsort | Jahr        | Sieger                  | Finalgegner          | Ergebnis         |
| -------------- | ----------- | ----------------------- | -------------------- | ---------------- |
|                | 1998        | Holly Parkinson         | Julie Scott          | 6:4, 6:3         |
| 1999           | Julie Ditty | Gabriela Lastra         | 3:6, 7:63, 6:2       |                  |
| Bloomington    | 2000        | Marlene Mejia           | Julie Ditty          | 6:4, 6:2         |
| Bloomington    | 2001        | Jennifer Mcgaffigan (1) | Kaysie Smashey       | 6:1, 6:0         |
| Bloomington    | 2002        | Sadhaf Pervez           | Jessica Ferguson     | 6:0, 6:2         |
| Bloomington    | 2003        | Jennifer Mcgaffigan (2) | Amanda Fish          | 5:7, 6:0, [10:8] |
| Bloomington    | 2004        | Alexis Prousis          | Amanda Fish          | 2:6, 6:0, [10:2] |
| Bloomington    | 2005        | Caitlin Burke           | Anna Lubinsky        | 2:6, 6:4, [10:7] |
| Bloomington    | 2006        | Beier Ko                | Brook Buck           | 6:3, 6:3         |
| Bloomington    | 2007        | Ragini Acharya          | Brook Buck           | 6:3, 2:6, [10:8] |
| Bloomington    | 2008        | Mallory Voelker         | Denise Muresan       | 4:6, 6:3, [10:5] |
| Bloomington    | 2009        | Natalie Pluskota        | Christine McGaffigan | 6:1, 5:7, [10:3] |
| Bloomington    | 2010        | Mary Clayton            | Alex Clay            | 4:6, 6:3, [10:5] |
| Bloomington    | 2011        | Mallory Burdette        | Emina Bektas         | 6:4, 7:6         |
| Bloomington    | 2012        | Whitney Kay             | Caroline Price       | 6:4, 1:0 aufg.   |
| Bloomington    | 2013        | Mariaryeni Gutierrez    | Annie Sullivan       | 0:6, 6:4, [10:2] |
| Bloomington    | 2014        | Natalia Maynetto        | Frances Altick       | 7:5, 0:6, [10:8] |
| Bloomington    | 2015        | Brooke Austin           | Maddie Lipp          | 6:3, 6:1         |
| Bloomington    | 2016        | Alexandra Valenstein    | Felicity Maltby      | 2:6, 6:2, [11:9] |
| Fort Worth     | 2017        | Lauren Proctor          | Donika Bashota       | 6:2, 6:3         |

#### Doppel
| Austragungsort | Jahr                       | Sieger                                  | Finalgegner                          | Ergebnis      |
| -------------- | -------------------------- | --------------------------------------- | ------------------------------------ | ------------- |
|                | 1998                       | Stephanie Nickitas Julie Scott          | Megan Miller Kathy Sell              | 6:3, 3:6, 6:1 |
| 1999           | Julie Ditty Jennifer Embry | Kaysie Smashey Janet Walker             | 6:4, 6:3                             |               |
| Bloomington    | 2000                       | Lauren Kalvaria Gabriela Lastra         | Julie Ditty Jennifer Embry           | 6:4, 6:3      |
| Bloomington    | 2001                       | Erica Fisk Monica Rincon                | Kendall Cline Saber Pierce           | 8:6           |
| Bloomington    | 2002                       | Jennifer McGaffigan Kathleen McGaffigan | Kristen Schlukebir Linda Tran        | 8:2           |
| Bloomington    | 2003                       | Kendall Cline Kendra Strohm             | Linda Tran Karie Schlukebir          | 8:4           |
| Bloomington    | 2004                       | Lauren Bruch Douglas Wink               | Amanda Fish Kristina Stastny         | 8:2           |
| Bloomington    | 2005                       | Sarah Batty Laura McGaffigan            | Meg Fanjoy Austin Smith              | 8:3           |
| Bloomington    | 2006                       | Brook Buck Kelcy Tefft                  | Yasmin Schnack Katrina Tsang         | 8:5           |
| Bloomington    | 2007                       | Tory Zawacki Melissa Mang               | Taylor Marable Rebecca Parks         | 8:2           |
| Bloomington    | 2008                       | Michaela Kissell Laura Vallverdu Zafra  | Denise Muresan Chisako Sugiyama      | 8:3           |
| Bloomington    | 2009                       | Kristy Frilling Kali Krisik             | Christine McGaffigan Kristen Rafael  | 8:2           |
| Bloomington    | 2010                       | Alex Clay Taylor Lindsey (1)            | Chelcie Abajian Breanne Smutko       | 9:86          |
| Bloomington    | 2011                       | Taylor Lindsey (2) Courtney McLane      | Alexandra Anghelescu Caroline Lilley | 9:83          |
| Bloomington    | 2012                       | Mary Weatherholt Katie Zordani          | Maci Epstein Annie Sullivan          | 8:4           |
| Bloomington    | 2013                       | Megan Kurey Kendal Woodard              | Emily Flickinger Emily Zabor         | 8:4           |
| Bloomington    | 2014                       | Zoë Katz Madison Westby                 | Jacqueline Crawford Taylor Ng        | 8:2           |
| Bloomington    | 2015                       | Madeline Lipp (1) Alexandria Chatt (1)  | Zoë Katz Madison Westby              | 9:82          |
| Bloomington    | 2016                       | Madeline Lipp (2) Alexandria Chatt (2)  | Bianca Moldovan Claudia Wiktorin     | 8:1           |
| Fort Worth     | 2017                       | Ellyse Hamlin Kaitlyn McCarthy          | Zoe Douglas Elise Van Heuvelen       | 8:2           |